# Фрітц Бляй
Фрітц Бляй (нім. Fritz Bley; 23 липня 1853, Кведлінбург — 2 жовтня 1931, Берлін) — німецький мистецтвознавець, письменник, мандрівник і колонізатор.

## Ранні роки творчості
Фрітц Бляй був сином радника юстиції у Кведлінбургу і навчався у місцевій гімназії. Він готувався стати журналістом у галузі історії мистецтв і класичної філології. Для поглиблення знань здійснив подорожі спочатку до Італії і Греції, а потім до Скандинавії, де він особливо зацікавився північногерманським орнаментом. Якийсь час працював в газетах «Торнер цайтунг» (,i>Thorner Zeitung) і «Вестфаліше цайтунг» (Westfälischen Zeitung) У 1876 р. він відправився в Сполучені Штати Америки, а звідти у Венесуелу, де предметом його уваги були головно практично-політичні питання. Після поверненн працював у газеті «Кельніше цайтунг» (Kölnischen Zeitung), в якій освіщав культурне життя рейнського краю. Завдяки рідкісному розумінню мистецтва і блискучій формі представлення він підняв мистецьку критику рейнської газети на вісокий рівень фаховості. З того часу походить його праця «Модерне мистецтво. Студії до історії мистецтва сучасності з огляду на мистецькі виставки у Мюнхені, Берліні і Парижі 1883 р.» (Moderne Kunst. Studien zur Kunstgeschichte der Gegenwart unter Berücksichtigung der Münchener, Berliner und Pariser Ausstellungen aus dem Jahr 1883)

## Колоніальна діяльність
Через надто діяльний характер журналістика перестала задовільняти Фрітца Бляя. Коли Німеччина активізувала свою колоніальну політику, він почав застосовувати свою енергію у цій сфері. Ставши головним редактором газети «Колоніально-політична коресподенція» (Kolonialpolitischen Korrespondenz) він невтомно працював для розвитку паростків колоніальної волі і свідомості німців, які вже проявилися зокрема у Східній Африці. Коли було засноване Німецько-Східноафриканське Товариство, яке забезпечувало економічні онови колонізаціх, він працював керівником станції Узунгула (Usungula) у Східній Африці, аж поки через неадекватну політику хвиля повстання тубільців у 1888 р. не зруйнувала успішні здобутки його діяльності. Після повернеття у Німеччину він у 1890 р. опублікував свою працю «Німецька піонерська робота у Східній Африці» (,i>Deutsche Pionierarbeit in Ostafrika), в якій. а більше у своєму романі «Сестри з Мбузіні» (Die Schwestern von Mbusini) розібрав причини помилок в колоніальній діяльності Німеччини тих років.

## Нові інтереси
Покинувши літературну діяльність, Фрітц Бляй знайшов щастя у сімейному житті і деякий час цікавився лише своїм власним торговим підприємством. Однак для його діяльної натури цього було мало і він долучився до організації спортивного життя у Німеччині. Спочатку він став членом мисливського Берлінського корпусу Мазовія (Jagdcorps Masovia zu Berlin), а потім разом з Віллібальдом Гебхардт (Willibald Gebhardt) і Карлом Петерсом (Carl Peters) став співзасновником німецької Конфедерації спорту, ігор і гімнастики (Deutscher Bunde für Sport, Spiel und Turnen), який торував розвиток футболу в Німеччині.
У 1905 році Фрітц Бляй повертається до журналістики і письменницької діяльності, починає видавати часпис «Актуальності» (Zeitfragen). На додаток до своєї роботи журналіста, він ще писав численні мисливські оповідання та монографії про мисливських тварин, повісті, подальші доповнення до колоніальної історії. Як член Всенімецької Ліги Верданді, Німецької оборонної ліги (Deutsche Wehrverein), Прусського союзу (Preußenbund) та Асоціації проти єврейської зарозумілості (Verband gegen die Überhebung des Judentums) він стояв на націоналістичних позиціяж, а, з іншого боку, його ім'я знаходиться з 1933 р у списку шкідливих і небажаних літераторів, можливо, через плутанину в його поглядах, який демонструє його праця «На могилі німецького народу» (Am Grabe des deutschen Volkes). На відміну від цього в списку авторів творів про тварин і мисливських оповідань Бляй згадується, тому ці його роботи не підлягали спаленню. Оскільки Фрітц Бляй розробив спеціальні правила захисту лосів, його називали «Лосиний батько» (Elchvater).

## Твори
- Für die Schaubühne. Lustspiel, Berlin 1879 — «Для сцени»
- An's Herz der Heimath! Erzählung, Düsseldorf 1883 — «На серці батьківщини»
- Moderne Kunst. Studien zur Kunstgeschichte der Gegenwart unter Berücksichtigung der Münchener, Berliner und Pariser Ausstellungen aus dem Jahr 1883, Leipzig 1884 — «Модерне мистецтво. Студії до історії мистецтва сучасності з огляду на мистецькі виставки у Мюнхені, Берліні і Парижі 1883 р.»
- Deutsche Pionierarbeit in Ostafrika, Berlin 1891 — «Німецька піонерська робота у Східній Африці»
- Circe, Roman, Leipzig 1892 — «Кірка»
- Durch! Aus dem Leben des kgl. preuß. Generals der Kavallerie Heinrich Rudolf Eduard Wilhelm Gottschalk von Rosenberg, Berlin 1897 — «Через». З життя королівського прусськогогенерала кавалерії Гайнріха Рудольфа Едуарда Вільгельма Готтшалка фон Розенберг.
- Hochlandminne. Lieder aus Alt-Tirol, Berlin 1902 — «Високогірне кохання». Пісні Тарого Тіроля.
- Die Schwestern von Mbusini. Geschichtlicher Roman, Dresden 1904 — «Сестри з Мбузіні»
- Blühende Gärten des Ostens, 78 Erzählungen, Gedichte und Schwänke aus der Literatur des Orients, Leipzig 1907 — «Квітучі сади Сходу». 78 оповідань, віршів і гуморесок літерагури Сходу
- Der Edelhirsch, 1909 — «Шляхетний олень».
- Der schlimmste Feind! Leipzig 1916 — «НАйгірший ворог»
- In Kraft und Ehren, Berlin 1917 (= Feldbücher 14) — «В силі і честі»
- Wie kam es doch? Über die Ursachen des Weltkrieges, Leipzig 1918 — «Однак як це сталося?» Про причини світової кризи.
- Am Grabe des deutschen Volkes. Zur Vorgeschichte der Revolution, Berlin 1919 — «На могилі німецького народу»
- Vom wehrhaften Raubwild. Sieben Tiergeschichten, Leipzig 1919 — «Про агресивність хижаків». Сім історій про тварин.
- Von freiem Hochlandwilde. Acht Tiergeschichten, Leipzig 1919 — «Про вільних гірських хижаків». Вісім історій про тварин.
- Lebensbilder aus der Tierwelt Europas, Leipzig 1920 (Mitautor) — «Картинки життя тваринного світу Європи».
- Vom nordischen Urwilde. Sieben Tiergeschichten, Leipzig 1921 — «Про північних прадавніх хижаків»
- Vom Edelen Hirschen. Geschichten vom Rothirsch und seinen Verwandten, Leipzig 1923 — «Про шляхетного оленя»
- Der Blutschreck und andere Tiergeschichten, Leipzig 1924 — «Страх крові та інші сторії про тварин»
- 50 Jahre deutscher Jagd. Erinnerungsschrift des Allgemeinen Deutschen Jagdschutzvereins, Berlin 1925 — «50 років німецького полювання».
- Alfred Brehm. Das Leben der Tiere, 4Bde, Leipzig 1926—1929 (Neubearbeitung) — «Альфред Брем. Життя тварин».
- Der Harzhirsch und seine Bergwelt, Leipzig 1927 — «Олень Гарцу та його гірський світ».
- Wild, Welt und Du. Die schönsten Jagd- und Tiergeschichten aus dem Lebenswerk von Fritz Bley, Berlin 1935 (Hrsg. Wulf Bley); ND Stuttgart 1952 — «Дичина, свіе і ти». Найпрекрасніші мисливські історії та оповідання про тварин з життєвого досвіду Фрітца Бляя.
- «Herr Spielhahn, habt auch tausend Dank, Frau Drossel, seid gepriesen» (Liedtext) — «Пан Тетерук, тисяча подяк, пані Дроздихо, будьте хвалені»